# Tensor diádico
En matemáticas, específicamente en álgebra multilineal, un tensor diádico (también denominado simplemente como diádico) es un tensor de segundo orden representado en una notación acorde con el álgebra vectorial.

## Introducción
Existen numerosas formas de multiplicar dos vectores. El producto escalar opera dos vectores y devuelve un escalar, mientras que el producto vectorial devuelve un vector axial. Ambos tienen varias interpretaciones geométricas importantes y se utilizan ampliamente en matemáticas, física e ingeniería. El producto diádico toma dos vectores y devuelve un tensor de segundo orden, denominado tensor diádico, que se puede utilizar para contener información física o geométrica, aunque en general no existe una forma directa de interpretar esta información geométricamente.
El producto diádico es distributivo respecto a la adición de vectores y asociativo con respecto a la multiplicación escalar. Por lo tanto, el producto diádico es lineal con respecto a ambas operaciones. En general, se pueden sumar dos tensores diádicos para obtener otro tensor diádico, y se puede multiplicarlos por un números para escalar sus componentes. Sin embargo, el producto de tensores diádicos no es conmutativo; cambiar el orden de los vectores da como resultado tensores diádicos diferentes.
El formalismo del álgebra diádica es una extensión del álgebra vectorial para incluir el producto diádico de vectores. El producto diádico también es asociativo con los productos escalar y vectorial con respecto a otros vectores, lo que permite combinar los productos escalar, vectorial y diádico para obtener otros escalares, vectores o tensores diádicos.
También comparte algunos aspectos con el álgebra matricial, ya que los componentes numéricos de los vectores se pueden organizar en vectores fila o en vectores columna, y los de tensores de segundo orden en matrices cuadradas. Además, los productos escalar, vectorial y diádico se pueden expresar en forma matricial. Las expresiones diádicas pueden parecerse mucho a sus equivalentes matriciales.
El producto escalar de un tensor diádico con un vector da otro vector, y al tomar el producto escalar de este resultado se obtiene un escalar derivado del tensor diádico. El efecto que tiene un tensor diádico determinado sobre otros vectores puede proporcionar interpretaciones físicas o geométricas indirectas.
La notación diádica fue establecida por primera vez por Josiah Willard Gibbs en 1884. La notación y la terminología están relativamente obsoletas en la actualidad. Sus usos en física incluyen la mecánica de medios continuos y el electromagnetismo.
En este artículo, las variables en mayúsculas y negrita denotan tensores diádicos, mientras que las variables en minúsculas y negrita denotan vectores. Una notación alternativa utiliza barras superiores o inferiores dobles y simples, respectivamente.

## Definiciones y terminología

### Productos diádico, externo y tensorial
Se denomina díada a un tensor de orden dos y de rango uno, y es el producto diádico de dos vectores (vectores complejos con carácter general), mientras que un diádico es un tensor general de orden dos (que puede ser de rango completo o no).
Existen varios términos y notaciones equivalentes para este producto:
- El producto diádico de dos vectores {\displaystyle \mathbf {a} } y {\displaystyle \mathbf {b} } se denota por {\displaystyle \mathbf {a} \mathbf {b} } (yuxtapuesto; sin símbolos intermedios como signos de multiplicación, cruces, puntos u otros)
- El producto externo de dos vectores columna, {\displaystyle \mathbf {a} } y {\displaystyle \mathbf {b} }, se indica y define como {\displaystyle \mathbf {a} \otimes \mathbf {b} } o {\displaystyle \mathbf {a} \mathbf {b} ^{\mathsf {T}}}, donde T significa que se trata de un vector transpuesto
- El producto tensorial de dos vectores {\displaystyle \mathbf {a} } y {\displaystyle \mathbf {b} } se denota como {\displaystyle \mathbf {a} \otimes \mathbf {b} }

En el contexto diádico, todos tienen la misma definición y significado, y se usan como sinónimos, aunque la denominación producto tensorial es un ejemplo del uso más general y abstracto del término.

#### Espacio euclídeo tridimensional
Para ilustrar el uso del producto, considérese el espacio euclídeo tridimensional, haciendo que
{\displaystyle {\begin{aligned}\mathbf {a} &=a_{1}\mathbf {i} +a_{2}\mathbf {j} +a_{3}\mathbf {k} \\\mathbf {b} &=b_{1}\mathbf {i} +b_{2}\mathbf {j} +b_{3}\mathbf {k} \end{aligned}}}
sean dos vectores, en los que i, j, k (también denominados e1, e2, e3) son una base estándar en este espacio vectorial (véase también coordenadas cartesianas). Entonces, el producto diádico de a y b se puede representar como una suma de componentes:
{\displaystyle {\begin{aligned}\mathbf {ab} =\qquad &a_{1}b_{1}\mathbf {ii} +a_{1}b_{2}\mathbf {ij} +a_{1}b_{3}\mathbf {ik} \\{}+{}&a_{2}b_{1}\mathbf {ji} +a_{2}b_{2}\mathbf {jj} +a_{2}b_{3}\mathbf {jk} \\{}+{}&a_{3}b_{1}\mathbf {ki} +a_{3}b_{2}\mathbf {kj} +a_{3}b_{3}\mathbf {kk} \end{aligned}}}
o por extensión de vectores fila y columna, una matriz de orden 3×3 (también el resultado del producto exterior o producto tensorial de a y b):
{\displaystyle \mathbf {ab} \equiv \mathbf {a} \otimes \mathbf {b} \equiv \mathbf {ab} ^{\mathsf {T}}={\begin{pmatrix}a_{1}\\a_{2}\\a_{3}\end{pmatrix}}{\begin{pmatrix}b_{1}&b_{2}&b_{3}\end{pmatrix}}={\begin{pmatrix}a_{1}b_{1}&a_{1}b_{2}&a_{1}b_{3}\\a_{2}b_{1}&a_{2}b_{2}&a_{2}b_{3}\\a_{3}b_{1}&a_{3}b_{2}&a_{3}b_{3}\end{pmatrix}}.}
Una díada es un componente de un tensor diádico (un monomio de la suma o, equivalentemente, una entrada de la matriz): el producto diádico de un par de bases multiplicado escalarmente por un número.
Así, como los vectores de la base estándar (y unitarios) i, j, k, tienen las representaciones:
{\displaystyle {\begin{aligned}\mathbf {i} &={\begin{pmatrix}1\\0\\0\end{pmatrix}},&\mathbf {j} &={\begin{pmatrix}0\\1\\0\end{pmatrix}},&\mathbf {k} &={\begin{pmatrix}0\\0\\1\end{pmatrix}}\end{aligned}}}
(que se pueden transponer), las díadas de base estándar (y unidad) tienen la representación:
{\displaystyle {\begin{aligned}\mathbf {ii} &={\begin{pmatrix}1&0&0\\0&0&0\\0&0&0\end{pmatrix}},&\mathbf {ij} &={\begin{pmatrix}0&1&0\\0&0&0\\0&0&0\end{pmatrix}},&\mathbf {ik} &={\begin{pmatrix}0&0&1\\0&0&0\\0&0&0\end{pmatrix}}\\\mathbf {ji} &={\begin{pmatrix}0&0&0\\1&0&0\\0&0&0\end{pmatrix}},&\mathbf {jj} &={\begin{pmatrix}0&0&0\\0&1&0\\0&0&0\end{pmatrix}},&\mathbf {jk} &={\begin{pmatrix}0&0&0\\0&0&1\\0&0&0\end{pmatrix}}\\\mathbf {ki} &={\begin{pmatrix}0&0&0\\0&0&0\\1&0&0\end{pmatrix}},&\mathbf {kj} &={\begin{pmatrix}0&0&0\\0&0&0\\0&1&0\end{pmatrix}},&\mathbf {kk} &={\begin{pmatrix}0&0&0\\0&0&0\\0&0&1\end{pmatrix}}\end{aligned}}}
A continuación se facilita un ejemplo numérico simple en la base estándar:
{\displaystyle {\begin{aligned}\mathbf {A} &=2\mathbf {ij} +{\frac {\sqrt {3}}{2}}\mathbf {ji} -8\pi \mathbf {jk} +{\frac {2{\sqrt {2}}}{3}}\mathbf {kk} \\[2pt]&=2{\begin{pmatrix}0&1&0\\0&0&0\\0&0&0\end{pmatrix}}+{\frac {\sqrt {3}}{2}}{\begin{pmatrix}0&0&0\\1&0&0\\0&0&0\end{pmatrix}}-8\pi {\begin{pmatrix}0&0&0\\0&0&1\\0&0&0\end{pmatrix}}+{\frac {2{\sqrt {2}}}{3}}{\begin{pmatrix}0&0&0\\0&0&0\\0&0&1\end{pmatrix}}\\[2pt]&={\begin{pmatrix}0&2&0\\{\frac {\sqrt {3}}{2}}&0&-8\pi \\0&0&{\frac {2{\sqrt {2}}}{3}}\end{pmatrix}}\end{aligned}}}

#### Espacio euclídeo de dimensiónN
Si el espacio euclídeo es N-dimensional, y
{\displaystyle {\begin{aligned}\mathbf {a} &=\sum _{i=1}^{N}a_{i}\mathbf {e} _{i}=a_{1}\mathbf {e} _{1}+a_{2}\mathbf {e} _{2}+{\ldots }+a_{N}\mathbf {e} _{N}\\\mathbf {b} &=\sum _{j=1}^{N}b_{j}\mathbf {e} _{j}=b_{1}\mathbf {e} _{1}+b_{2}\mathbf {e} _{2}+\ldots +b_{N}\mathbf {e} _{N}\end{aligned}}}
donde ei y ej son los vectores de la base canónica en N dimensiones (el índice i en ei selecciona un vector, no un componente del vector como en ai), entonces en forma algebraica su producto diádico es:
{\displaystyle \mathbf {ab} =\sum _{j=1}^{N}\sum _{i=1}^{N}a_{i}b_{j}\mathbf {e} _{i}\mathbf {e} _{j}.}
Esto se conoce como la "forma noión" de un tensor diádico. Su producto externo/tensor en forma matricial es:
{\displaystyle \mathbf {ab} =\mathbf {ab} ^{\mathsf {T}}={\begin{pmatrix}a_{1}\\a_{2}\\\vdots \\a_{N}\end{pmatrix}}{\begin{pmatrix}b_{1}&b_{2}&\cdots &b_{N}\end{pmatrix}}={\begin{pmatrix}a_{1}b_{1}&a_{1}b_{2}&\cdots &a_{1}b_{N}\\a_{2}b_{1}&a_{2}b_{2}&\cdots &a_{2}b_{N}\\\vdots &\vdots &\ddots &\vdots \\a_{N}b_{1}&a_{N}b_{2}&\cdots &a_{N}b_{N}\end{pmatrix}}.}
Un polinomio diádico A, también conocido como diádico, se forma a partir de múltiples vectores ai y bj:
{\displaystyle \mathbf {A} =\sum _{i}\mathbf {a} _{i}\mathbf {b} _{i}=\mathbf {a} _{1}\mathbf {b} _{1}+\mathbf {a} _{2}\mathbf {b} _{2}+\mathbf {a} _{3}\mathbf {b} _{3}+\ldots }
Un diádico que no puede reducirse a una suma de menos de N díadas se dice que es completo. En este caso, los vectores que lo forman no son coplanarios (véase Chen (1983)).

### Clasificación
La siguiente tabla clasifica los tensores diádicos:
|          | Determinante | Matriz de adjuntos   | Matriz y sus rangos                                                                                                  |
| -------- | ------------ | -------------------- | --- |
| Cero     | = 0          | = 0                  | = 0; rango 0: todo ceros                                                                                             |
| Lineal   | = 0          | = 0                  | ≠ 0; rango 1: al menos un elemento distinto de cero y todos los subdeterminantes de orden 2 × 2 cero (diádico único) |
| Plano    | = 0          | ≠ 0 (diádico simple) | ≠ 0; rango 2: Al menos un subdeterminante de orden 2 × 2 distinto de cero                                            |
| Completo | ≠ 0          | ≠ 0                  | ≠ 0; rango 3: determinante no nulo                                                                                   |

### Identidades
Las siguientes identidades son consecuencia directa de la definición del producto tensorial:
- 1. Compatible con la multiplicación escalar:
{\displaystyle (\alpha \mathbf {a} )\mathbf {b} =\mathbf {a} (\alpha \mathbf {b} )=\alpha (\mathbf {a} \mathbf {b} )}
para cualquier escalar {\displaystyle \alpha }.
- 2. Distributividad sobre la adición de vectores:
{\displaystyle {\begin{aligned}\mathbf {a} (\mathbf {b} +\mathbf {c} )&=\mathbf {a} \mathbf {b} +\mathbf {a} \mathbf {c} \\(\mathbf {a} +\mathbf {b} )\mathbf {c} &=\mathbf {a} \mathbf {c} +\mathbf {b} \mathbf {c} \end{aligned}}}

## Álgebra diádica

### Producto de tensor diádico y vector
Hay cuatro operaciones definidas sobre un vector y diádicas, construidas a partir de los productos definidos sobre vectores.
|                    | Izquierda | Derecha |
| ------------------ | --- | --- |
| Producto escalar   | {\displaystyle \mathbf {c} \cdot \left(\mathbf {a} \mathbf {b} \right)=\left(\mathbf {c} \cdot \mathbf {a} \right)\mathbf {b} } | {\displaystyle \left(\mathbf {a} \mathbf {b} \right)\cdot \mathbf {c} =\mathbf {a} \left(\mathbf {b} \cdot \mathbf {c} \right)} |
| Producto vectorial | {\displaystyle \mathbf {c} \times \left(\mathbf {ab} \right)=\left(\mathbf {c} \times \mathbf {a} \right)\mathbf {b} }          | {\displaystyle \left(\mathbf {ab} \right)\times \mathbf {c} =\mathbf {a} \left(\mathbf {b} \times \mathbf {c} \right)}          |

### Producto de tensor diádico y tensor diádico
Hay cinco operaciones de un tensor diádico con otro tensor diádico. Sean a, b, c, d vectores reales. Entonces:
|                  | | Producto escalar | Producto vectorial |
| ---------------- | --- | --- | --- |
| Producto escalar | Producto escalar {\displaystyle {\begin{aligned}\left(\mathbf {a} \mathbf {b} \right)\cdot \left(\mathbf {c} \mathbf {d} \right)&=\mathbf {a} \left(\mathbf {b} \cdot \mathbf {c} \right)\mathbf {d} \\&=\left(\mathbf {b} \cdot \mathbf {c} \right)\mathbf {a} \mathbf {d} \end{aligned}}} | Producto escalar doble {\displaystyle {\begin{aligned}\left(\mathbf {ab} \right){}_{\,\centerdot }^{\,\centerdot }\left(\mathbf {cd} \right)&=\mathbf {c} \cdot \left(\mathbf {ab} \right)\cdot \mathbf {d} \\&=\left(\mathbf {a} \cdot \mathbf {c} \right)\left(\mathbf {b} \cdot \mathbf {d} \right)\end{aligned}}} y {\displaystyle \mathbf {ab} {\underline {{}_{\,\centerdot }^{\,\centerdot }}}\mathbf {cd} =\left(\mathbf {a} \cdot \mathbf {d} \right)\left(\mathbf {b} \cdot \mathbf {c} \right)} | Producto escalar vectorial {\displaystyle \left(\mathbf {ab} \right){}_{\,\centerdot }^{\times }\left(\mathbf {c} \mathbf {d} \right)=\left(\mathbf {a} \cdot \mathbf {c} \right)\left(\mathbf {b} \times \mathbf {d} \right)} |
| Vectorial        | | Producto vectorial escalar {\displaystyle \left(\mathbf {ab} \right){}_{\times }^{\,\centerdot }\left(\mathbf {cd} \right)=\left(\mathbf {a} \times \mathbf {c} \right)\left(\mathbf {b} \cdot \mathbf {d} \right)} | Producto vectorial doble {\displaystyle \left(\mathbf {ab} \right){}_{\times }^{\times }\left(\mathbf {cd} \right)=\left(\mathbf {a} \times \mathbf {c} \right)\left(\mathbf {b} \times \mathbf {d} \right)}                   |
Sean
{\displaystyle \mathbf {A} =\sum _{i}\mathbf {a} _{i}\mathbf {b} _{i},\quad \mathbf {B} =\sum _{j}\mathbf {c} _{j}\mathbf {d} _{j}}
dos diádicos generales. Entonces:
|                  | | Producto escalar | Producto vectorial |
| ---------------- | --- | --- | --- |
| Producto escalar | Producto escalar {\displaystyle \mathbf {A} \cdot \mathbf {B} =\sum _{i,j}\left(\mathbf {b} _{i}\cdot \mathbf {c} _{j}\right)\mathbf {a} _{i}\mathbf {d} _{j}} | Producto escalar doble {\displaystyle {\begin{aligned}\mathbf {A} {}_{\,\centerdot }^{\,\centerdot }\mathbf {B} &=\sum _{i,j}\left(\mathbf {a} _{i}\cdot \mathbf {c} _{j}\right)\left(\mathbf {b} _{i}\cdot \mathbf {d} _{j}\right)\end{aligned}}} y {\displaystyle {\begin{aligned}\mathbf {A} {\underline {{}_{\,\centerdot }^{\,\centerdot }}}\mathbf {B} &=\sum _{i,j}\left(\mathbf {a} _{i}\cdot \mathbf {d} _{j}\right)\left(\mathbf {b} _{i}\cdot \mathbf {c} _{j}\right)\end{aligned}}} | Producto escalar vectorial {\displaystyle \mathbf {A} {}_{\,\centerdot }^{\times }\mathbf {B} =\sum _{i,j}\left(\mathbf {a} _{i}\cdot \mathbf {c} _{j}\right)\left(\mathbf {b} _{i}\times \mathbf {d} _{j}\right)} |
| Vectorial        | | Producto vectorial escalar {\displaystyle \mathbf {A} {}_{\times }^{\,\centerdot }\mathbf {B} =\sum _{i,j}\left(\mathbf {a} _{i}\times \mathbf {c} _{j}\right)\left(\mathbf {b} _{i}\cdot \mathbf {d} _{j}\right)} | Producto vectorial doble {\displaystyle \mathbf {A} {}_{\times }^{\times }\mathbf {B} =\sum _{i,j}\left(\mathbf {a} _{i}\times \mathbf {c} _{j}\right)\left(\mathbf {b} _{i}\times \mathbf {d} _{j}\right)}        |

#### Producto escalar doble
La primera definición del producto escalar doble es el producto interior de Frobenius,
{\displaystyle {\begin{aligned}\operatorname {tr} \left(\mathbf {A} \mathbf {B} ^{\mathsf {T}}\right)&=\sum _{i,j}\operatorname {tr} \left(\mathbf {a} _{i}\mathbf {b} _{i}^{\mathsf {T}}\mathbf {d} _{j}\mathbf {c} _{j}^{\mathsf {T}}\right)\\&=\sum _{i,j}\operatorname {tr} \left(\mathbf {c} _{j}^{\mathsf {T}}\mathbf {a} _{i}\mathbf {b} _{i}^{\mathsf {T}}\mathbf {d} _{j}\right)\\&=\sum _{i,j}(\mathbf {a} _{i}\cdot \mathbf {c} _{j})(\mathbf {b} _{i}\cdot \mathbf {d} _{j})\\&=\mathbf {A} {}_{\centerdot }^{\centerdot }\mathbf {B} \end{aligned}}}
Además, dado que,
{\displaystyle {\begin{aligned}\mathbf {A} ^{\mathsf {T}}&=\sum _{i,j}\left(\mathbf {a} _{i}\mathbf {b} _{j}^{\mathsf {T}}\right)^{\mathsf {T}}\\&=\sum _{i,j}\mathbf {b} _{i}\mathbf {a} _{j}^{\mathsf {T}}\end{aligned}}}
se entiende que
{\displaystyle \mathbf {A} {}_{\centerdot }^{\centerdot }\mathbf {B} =\mathbf {A} {\underline {{}_{\centerdot }^{\centerdot }}}\mathbf {B} ^{\mathsf {T}}}
y entonces la segunda definición posible del producto escalar doble es como la primera, pero con una transposición adicional en el segundo diádico. Por estas razones, se prefiere la primera definición del producto escalar doble, aunque algunos autores todavía utilizan la segunda.

#### Producto vectorial doble
Se puede ver que, para cualquier díada formada a partir de dos vectores a y b, su producto vectorial doble es cero.
{\displaystyle \left(\mathbf {ab} \right){}_{\times }^{\times }\left(\mathbf {ab} \right)=\left(\mathbf {a} \times \mathbf {a} \right)\left(\mathbf {b} \times \mathbf {b} \right)=0}
Sin embargo, por definición, un producto diádico vectorial doble sobre sí mismo generalmente será distinto de cero. Por ejemplo, un tensor diádico A compuesto de seis vectores diferentes
{\displaystyle \mathbf {A} =\sum _{i=1}^{3}\mathbf {a} _{i}\mathbf {b} _{i}}
tiene un producto vectorial doble por sí mismo distinto de cero:
{\displaystyle \mathbf {A} {}_{\times }^{\times }\mathbf {A} =2\left[\left(\mathbf {a} _{1}\times \mathbf {a} _{2}\right)\left(\mathbf {b} _{1}\times \mathbf {b} _{2}\right)+\left(\mathbf {a} _{2}\times \mathbf {a} _{3}\right)\left(\mathbf {b} _{2}\times \mathbf {b} _{3}\right)+\left(\mathbf {a} _{3}\times \mathbf {a} _{1}\right)\left(\mathbf {b} _{3}\times \mathbf {b} _{1}\right)\right]}

#### Contracción tensorial
El estímulo o factor de expansión surge de la expansión formal del diádico en una base de coordenadas reemplazando cada producto diádico por un producto escalar de vectores:
{\displaystyle {\begin{aligned}|\mathbf {A} |=\qquad &A_{11}\mathbf {i} \cdot \mathbf {i} +A_{12}\mathbf {i} \cdot \mathbf {j} +A_{13}\mathbf {i} \cdot \mathbf {k} \\{}+{}&A_{21}\mathbf {j} \cdot \mathbf {i} +A_{22}\mathbf {j} \cdot \mathbf {j} +A_{23}\mathbf {j} \cdot \mathbf {k} \\{}+{}&A_{31}\mathbf {k} \cdot \mathbf {i} +A_{32}\mathbf {k} \cdot \mathbf {j} +A_{33}\mathbf {k} \cdot \mathbf {k} \\[6pt]=\qquad &A_{11}+A_{22}+A_{33}\end{aligned}}}
en notación indexada, esta es la contracción de índices en el tensor diádico:
{\displaystyle |\mathbf {A} |=\sum _{i}A_{i}{}^{i}}
Solo en tres dimensiones surge el factor de rotación al reemplazar cada producto diádico por un producto vectorial
{\displaystyle {\begin{aligned}\langle \mathbf {A} \rangle =\qquad &A_{11}\mathbf {i} \times \mathbf {i} +A_{12}\mathbf {i} \times \mathbf {j} +A_{13}\mathbf {i} \times \mathbf {k} \\{}+{}&A_{21}\mathbf {j} \times \mathbf {i} +A_{22}\mathbf {j} \times \mathbf {j} +A_{23}\mathbf {j} \times \mathbf {k} \\{}+{}&A_{31}\mathbf {k} \times \mathbf {i} +A_{32}\mathbf {k} \times \mathbf {j} +A_{33}\mathbf {k} \times \mathbf {k} \\[6pt]=\qquad &A_{12}\mathbf {k} -A_{13}\mathbf {j} -A_{21}\mathbf {k} \\{}+{}&A_{23}\mathbf {i} +A_{31}\mathbf {j} -A_{32}\mathbf {i} \\[6pt]=\qquad &\left(A_{23}-A_{32}\right)\mathbf {i} +\left(A_{31}-A_{13}\right)\mathbf {j} +\left(A_{12}-A_{21}\right)\mathbf {k} \\\end{aligned}}}
En notación indexada, esta es la contracción de A con el tensor de Levi-Civita
{\displaystyle \langle \mathbf {A} \rangle =\sum _{jk}{\epsilon _{i}}^{jk}A_{jk}.}

## Unidad diádica
Existe una unidad diádica, denotada por I, tal que, para cualquier vector a,
{\displaystyle \mathbf {I} \cdot \mathbf {a} =\mathbf {a} \cdot \mathbf {I} =\mathbf {a} }
Dada una base de 3 vectores a, b y c, con la base recíproca {\displaystyle {\hat {\mathbf {a} }},{\hat {\mathbf {b} }},{\hat {\mathbf {c} }}}, la unidad diádica se expresa por
{\displaystyle \mathbf {I} =\mathbf {a} {\hat {\mathbf {a} }}+\mathbf {b} {\hat {\mathbf {b} }}+\mathbf {c} {\hat {\mathbf {c} }}}
En la base estándar (para las definiciones de i, j, k consúltese la sección anterior Espacio euclídeo tridimensional),
{\displaystyle \mathbf {I} =\mathbf {ii} +\mathbf {jj} +\mathbf {kk} }
Explícitamente, el producto escalar por la derecha de la unidad diádica es
{\displaystyle {\begin{aligned}\mathbf {I} \cdot \mathbf {a} &=(\mathbf {i} \mathbf {i} +\mathbf {j} \mathbf {j} +\mathbf {k} \mathbf {k} )\cdot \mathbf {a} \\&=\mathbf {i} (\mathbf {i} \cdot \mathbf {a} )+\mathbf {j} (\mathbf {j} \cdot \mathbf {a} )+\mathbf {k} (\mathbf {k} \cdot \mathbf {a} )\\&=\mathbf {i} a_{x}+\mathbf {j} a_{y}+\mathbf {k} a_{z}\\&=\mathbf {a} \end{aligned}}}
y por la izquierda
{\displaystyle {\begin{aligned}\mathbf {a} \cdot \mathbf {I} &=\mathbf {a} \cdot (\mathbf {i} \mathbf {i} +\mathbf {j} \mathbf {j} +\mathbf {k} \mathbf {k} )\\&=(\mathbf {a} \cdot \mathbf {i} )\mathbf {i} +(\mathbf {a} \cdot \mathbf {j} )\mathbf {j} +(\mathbf {a} \cdot \mathbf {k} )\mathbf {k} \\&=a_{x}\mathbf {i} +a_{y}\mathbf {j} +a_{z}\mathbf {k} \\&=\mathbf {a} \end{aligned}}}
La matriz correspondiente es
{\displaystyle \mathbf {I} ={\begin{pmatrix}1&0&0\\0&1&0\\0&0&1\\\end{pmatrix}}}
Esto se puede plantear sobre bases más cuidadosas (explicando lo que podría significar el contenido lógico de la notación yuxtapuesta) utilizando el lenguaje de los productos tensoriales. Si V es un espacio vectorial de dimensión finita, un tensor diádico en V es un tensor elemental en el tensor producto de V con su espacio dual.
El producto tensorial de V y su espacio dual es isomorfo al espacio de aplicaciones lineales de V sobre V: un tensor diádico vf es simplemente una aplicación lineal que envía cualquier w en V a f(w)v. Cuando V es un espacio euclídeo de dimensión n, se puede usar el producto interno para identificar el espacio dual con el propio V, haciendo de un tensor diádico un producto tensorial elemental de dos vectores en el espacio euclídeo.
En este sentido, la unidad diádica ij es la función del espacio tridimensional sobre sí mismo enviando a1i + a2j + a3k a a2i, y jj envía esta suma a a2 'j. Ahora se revela en qué sentido (preciso) ii + jj + kk es la identidad: envía a1i + a2j + a3k sobre sí mismo, porque su efecto es sumar cada vector unitario en la base estándar escalada por el coeficiente del vector en esa base.

### Propiedades de los tensores diádicos unitarios
{\displaystyle {\begin{aligned}\left(\mathbf {a} \times \mathbf {I} \right)\cdot \left(\mathbf {b} \times \mathbf {I} \right)&=\mathbf {ba} -\left(\mathbf {a} \cdot \mathbf {b} \right)\mathbf {I} \\\mathbf {I} {}_{\times }^{\,\centerdot }\left(\mathbf {ab} \right)&=\mathbf {b} \times \mathbf {a} \\\mathbf {I} {}_{\times }^{\times }\mathbf {A} &=(\mathbf {A} {}_{\,\centerdot }^{\,\centerdot }\mathbf {I} )\mathbf {I} -\mathbf {A} ^{\mathsf {T}}\\\mathbf {I} {}_{\,\centerdot }^{\,\centerdot }\left(\mathbf {ab} \right)&=\left(\mathbf {I} \cdot \mathbf {a} \right)\cdot \mathbf {b} =\mathbf {a} \cdot \mathbf {b} =\mathrm {tr} \left(\mathbf {ab} \right)\end{aligned}}}
donde tr denota la traza.

## Ejemplos

### Proyección y reyección de vectores
Un vector a distinto de cero siempre se puede dividir en dos componentes perpendiculares, una paralela (‖) a la dirección de un vector unitario n y otra perpendicular (⊥) a él;
{\displaystyle \mathbf {a} =\mathbf {a} _{\parallel }+\mathbf {a} _{\perp }}
La componente paralela se encuentra mediante la proyección vectorial, que es equivalente al producto escalar de a por el tensor diádico nn,
{\displaystyle \mathbf {a} _{\parallel }=\mathbf {n} (\mathbf {n} \cdot \mathbf {a} )=(\mathbf {nn} )\cdot \mathbf {a} }
y la componente perpendicular se encuentra a partir de la reyección vectorial, que es equivalente al producto escalar de a por el tensor diádico I − nn,
{\displaystyle \mathbf {a} _{\perp }=\mathbf {a} -\mathbf {n} (\mathbf {n} \cdot \mathbf {a} )=(\mathbf {I} -\mathbf {nn} )\cdot \mathbf {a} }

### Rotación diádica

#### Rotaciones 2d
El tensor diádico
{\displaystyle \mathbf {J} =\mathbf {ji} -\mathbf {ij} ={\begin{pmatrix}0&-1\\1&0\end{pmatrix}}}
es un operador de rotación de 90° en sentido antihorario en 2d. Se puede puntear a la izquierda con un vector r = xi + y'j para producir el vector,
{\displaystyle (\mathbf {ji} -\mathbf {ij} )\cdot (x\mathbf {i} +y\mathbf {j} )=x\mathbf {ji} \cdot \mathbf {i} -x\mathbf {ij} \cdot \mathbf {i} +y\mathbf {ji} \cdot \mathbf {j} -y\mathbf {ij} \cdot \mathbf {j} =-y\mathbf {i} +x\mathbf {j} ,}
en resumen
{\displaystyle \mathbf {J} \cdot \mathbf {r} =\mathbf {r} _{\mathrm {rot} }}
o en notación matricial
{\displaystyle {\begin{pmatrix}0&-1\\1&0\end{pmatrix}}{\begin{pmatrix}x\\y\end{pmatrix}}={\begin{pmatrix}-y\\x\end{pmatrix}}.}
Para cualquier ángulo θ, el tensor diádico de rotación 2d para una rotación en sentido antihorario en el plano es
{\displaystyle \mathbf {R} =\mathbf {I} \cos \theta +\mathbf {J} \sin \theta =(\mathbf {ii} +\mathbf {jj} )\cos \theta +(\mathbf {ji} -\mathbf {ij} )\sin \theta ={\begin{pmatrix}\cos \theta &-\sin \theta \\\sin \theta &\;\cos \theta \end{pmatrix}}}
donde I y J son como anteriormente, y la rotación de cualquier vector 2d a = axi +  ayj es
{\displaystyle \mathbf {a} _{\mathrm {rot} }=\mathbf {R} \cdot \mathbf {a} }

#### Rotaciones 3d
Se puede realizar una rotación general 3d de un vector a, alrededor de un eje en la dirección del vector unitario ω y en sentido antihorario a través del ángulo θ, usando la fórmula de rotación de Rodrigues en forma diádica
{\displaystyle \mathbf {a} _{\mathrm {rot} }=\mathbf {R} \cdot \mathbf {a} \,,}
donde el tensor diádico de rotación es
{\displaystyle \mathbf {R} =\mathbf {I} \cos \theta +{\boldsymbol {\Omega }}\sin \theta +{\boldsymbol {\omega \omega }}(1-\cos \theta )\,,}
y las entradas cartesianas de ω también forman las del tensor diádico
{\displaystyle {\boldsymbol {\Omega }}=\omega _{x}(\mathbf {kj} -\mathbf {jk} )+\omega _{y}(\mathbf {ik} -\mathbf {ki} )+\omega _{z}(\mathbf {ji} -\mathbf {ij} )\,,}
El efecto de Ω sobre a es el producto vectorial
{\displaystyle {\boldsymbol {\Omega }}\cdot \mathbf {a} ={\boldsymbol {\omega }}\times \mathbf {a} }
que es la forma diádica del producto vectorial con un vector columna.

### Transformación de Lorentz
En la teoría de la relatividad especial, la transformación de Lorentz con velocidad v en la dirección de un vector unitario n se puede expresar como
{\displaystyle t'=\gamma \left(t-{\frac {v\mathbf {n} \cdot \mathbf {r} }{c^{2}}}\right)}
{\displaystyle \mathbf {r} '=[\mathbf {I} +(\gamma -1)\mathbf {nn} ]\cdot \mathbf {r} -\gamma v\mathbf {n} t}
donde
{\displaystyle \gamma ={\frac {1}{\sqrt {1-{\dfrac {v^{2}}{c^{2}}}}}}}
es el factor de Lorentz.

## Términos relacionados
Algunos autores generalizan el término diádico a conceptos relacionados como tríadico, tetrádico y poliádico.